# Logikai pozitivizmus
A logikai pozitivizmus, logikai empirizmus vagy neo-pozitivizmus (kb. 1920-1970) a 20. századi filozófia egyik jelentős irányzata. Szoros összefüggésben van az ún. Bécsi Körrel, de nem kizárólag Bécsi Körös filozófusokat neveznek logikai pozitivistának, lásd például Alfred Jules Ayer, Hans Reichenbach, Carl Hempel és bizonyos mértékig Bertrand Russell. Ugyanakkor a Bécsi Körnek volt olyan tagja, nevezetesen Kurt Gödel, Willard van Orman Quine aki nem mondható logikai pozitivistának. Legjelesebb képviselői a Bécsi Körből: Rudolf Carnap, Otto Neurath, Moritz Schlick.
A különböző elnevezések különböző jegyeket, befolyásokat, örökségeket jeleznek. A logikai empirizmus tekinthető nagyjából a klasszikus empirizmus és a modern logika szintézisének, és ezzel a filozófia régi nagy vitájának egyfajta lezárását adja, ami a racionalisták és empiristák között folyt a megismerés alapjairól. Ugyanakkor a pozitivizmus a másik két megnevezésben jelöli azt az örökséget, amelyet a 19. század végi irányzattól kapott. A Bécsi Kör filozófiáját érdekes módon közvetlenül erősebben befolyásolta Ludwig Wittgenstein és Bertrand Russell filozófiája, mint a klasszikus pozitivistáké. A neo-pozitivizmus elsősorban magyar területen, a másik két név külföldi irodalomban használatos.
A logikai empirizmus nézeteire jellemző volt a tudományos filozófia, a logikai analízis extenzív használata, a normatív (előíró) jellegű filozófia, a deskriptív (leíró) jellegű filozófia helyett. A pozitivizmus szó magában a tudomány pozitív lehetőségeire utal az életünk megjavításában. Az irányzat képviselői sokszor aktív tudósok is voltak, vagy (természet)tudományos örökséggel kerültek a filozófiába. A tudományfilozófián belül pedig jellemző volt a felfedezés és igazolás kontextusának megkülönböztetése, és az utóbbira fektetett hangsúly. A tudomány szerkezetéről mindannyian a hipotetikus-deduktív struktúrát fogadták el.
A tudományosság ellenpontjaként jellemző a metafizika elutasítása. A logikai pozitivizmus sokszor baloldali politikai nézetekhez kapcsolódott (Bertrand Russell, Otto Neurath), de nem kizárólagosan baloldali filozófia, és a marxista filozófia polgári filozófiának tekintette. A politizálás egyébként nem volt hangsúlyos eleme a logikai pozitivizmusnak.
A logikai pozitivizmus szorosan kapcsolódik az ún. analitikus filozófiához, amelynek korai verziójának tekinthető. A logikai pozitivizmus öröksége is ez az analitikus jellegű filozófia, és a tudományfilozófia mint olyan, külön diszciplinaként való kiérlelése.
A logikai pozitivizmus végének a 60-as éveket tekinthetjük, amikor a tudományfilozófiában, az ún. történelmi, majd szociológiai fordulat lezajlott, azaz amikortól a filozófusokat érintő kérdésekben a hangsúly a logikai kérdésekről a történelmi, szociológiai kérdésekre terelődött.
A logikai pozitivizmus irányzatának érdemei, az ún. analitikus filozófia, a nyelvi fordulat megteremtésében való komoly részvétel, a tudományfilozófia, mint olyan megteremtése, az ún. analitikus-szintetikus-a priori kérdéskör tisztázása, a matematika helyzetének tisztázása, valamint különféle tudományágakhoz való hozzájárulás, főleg a matematikában, logikában, szociológiában, számítástudományban és nyelvtudományban.